# Johann Gottfried Meyer
Johann Gottfried Meyer (* 3. April 1838 in Schaffhausen; † 21. Juli 1874 ebenda) war ein Schweizer Architekt und Politiker.

## Leben
Johann Gottfried Meyer wurde geboren als Sohn des Schaffhauser Metzgers und Spitalmeisters Michael Meyer und seiner Ehefrau Anna Maria geborene Bäschlin. Von 1847 bis 1853 besuchte er das Gymnasium und absolvierte anschließend eine dreijährige Zimmermannslehre. Ab 1856 besuchte er für ein weiteres Jahr das Gymnasium, um sich 1857 an der Bauschule des Eidgenössischen Polytechnikums Zürich einzuschreiben, wo er bis 1860 bei Gottfried Semper Architektur studierte. 1858 wurde er Mitglied des Corps Rhenania Zürich, zu dessen Stiftern Gottfried Sempers Sohn Manfred Semper gehörte.
Nach Abschluss des Studiums unternahm er zunächst eine Italienreise und wurde Mitarbeiter im Baubüro Sempers und bei Jakob Friedrich Wanner, dem Erbauer der Schweizerischen Nordostbahn. 1862 kehrte er in seine Geburtsstadt zurück, wo er bis 1872 das Amt des Stadtbaumeisters innehatte. Von 1873 bis zu seinem frühen Tod im Jahr 1874 war er Kantonsbaumeister von Schaffhausen. Meyer schuf in Schaffhausen zahlreiche Bauten im Stil des Historismus. Das Bachschulhaus gilt als sein Hauptwerk.
Meyer gehörte dem Schaffhauser Kantonsrat und dem Grossen Stadtrat von Schaffhausen an.